# 萩原浩一
萩原浩一（はぎわらひろかず、4月4日-）は、日本のラジオパーソナリティー、司会者、神奈川県茅ヶ崎市出身。DJ・HAGGY名義でも活動している。

## 概要
- 1979年 神奈川県立小田原城東高校（商業科）卒業後、国立療養所・国立病院等に勤務しながら、日本大学通信教育部（文理学部英文専攻 1986年卒業）。
- 私立中学校、高等学校、神奈川県内の公立中学校の教師、学習塾の講師（科目は地理）を務めた後、放送活動に進み、ラジオ、イベントなどで活動。主に出身地である湘南地域を中心に活動している。
- 2007年度に日本大学講師、2010年度より多摩大学グローバルスタディーズ学部非常勤講師、2011年6月より多摩大学地域活性化マネジメントセンター特認講師を務める。[1]
- 2013年 放送業界20周年を迎えた。
- 2025年　鵠沼高等学校創立100周年式典で講演した。[2]

## 出演番組
テレビ
- ぶらり途中下車の旅江ノ電編（日本テレビ 1998年2月7日）
- 首都圏ネットワーク（NHK）VTR
- 首都圏ニュース845（NHK）VTR
- あっぱれ!KANAGAWA大行進（tvk）
- 出没!アド街ック天国江の島特集（テレビ東京）
- ハマランチョ（tvk）
- Hometown湘南（ジェイコム湘南）
- Nスタ（TBSテレビ 2013年5月14日）

ラジオ
- GOOD MORNING 湘南（レディオ湘南）
- DJ・HAGGYの湘南エクスプレス（ラジオつくば）
- ヨコハマろはすウィークエンドスペシャル（RFラジオ日本）
- アフタヌーン・パラダイス（ミュージックバード）
- BS学園スマイル@プレス（文化放送）
- FMヨコハマの番組のリポーター